# اسلام‌آباد سفلی (بهبهان)
اسلام‌آباد سفلی، روستایی از توابع بخش مرکزی شهرستان بهبهان در استان خوزستان ایران است.

## جمعیت
این روستا در دهستان حومه قرار دارد و براساس سرشماری مرکز آمار ایران در سال ۱۳۸۵، جمعیت آن ۱٬۶۸۳ نفر (۳۵۳ خانوار) بوده‌است.